# Sanopus
Sanopus — род морских лучепёрых рыб из семейства батраховых (Batrachoididae). Его наименование образовано от греческих слов sanoo, saino — «трясти хвостом» и pous — нога. Представители рода распространены в Атлантическом океане. Длина тела составляет от 24 до 41 см. Это придонные хищные рыбы, поджидающие добычу в засаде.

## Классификация
На декабрь 2018 года в род включают 6 видов:
- Sanopus astrifer (C. R. Robins & Starck, 1965)
- Sanopus barbatus (Meek & Hildebrand, 1928)
- Sanopus greenfieldorum Collette, 1983
- Sanopus johnsoni Collette & Starck, 1974
- Sanopus reticulatus Collette, 1983
- Sanopus splendidus Collette, Starck & P. C. Phillips, 1974